# Sheng Mao

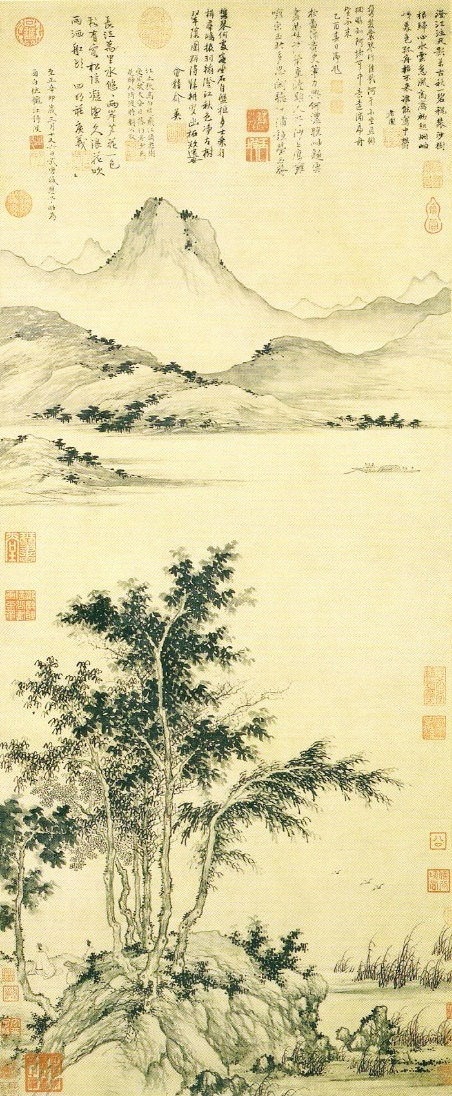
"Esperant el transbordador a la vora d'un riu a la tardor"

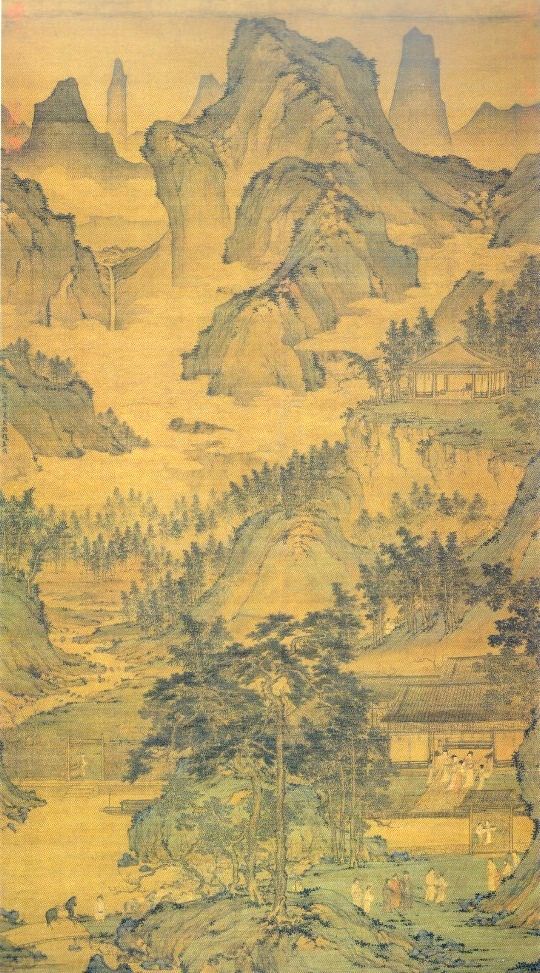
"Vil·la a les muntanyes" (detall)

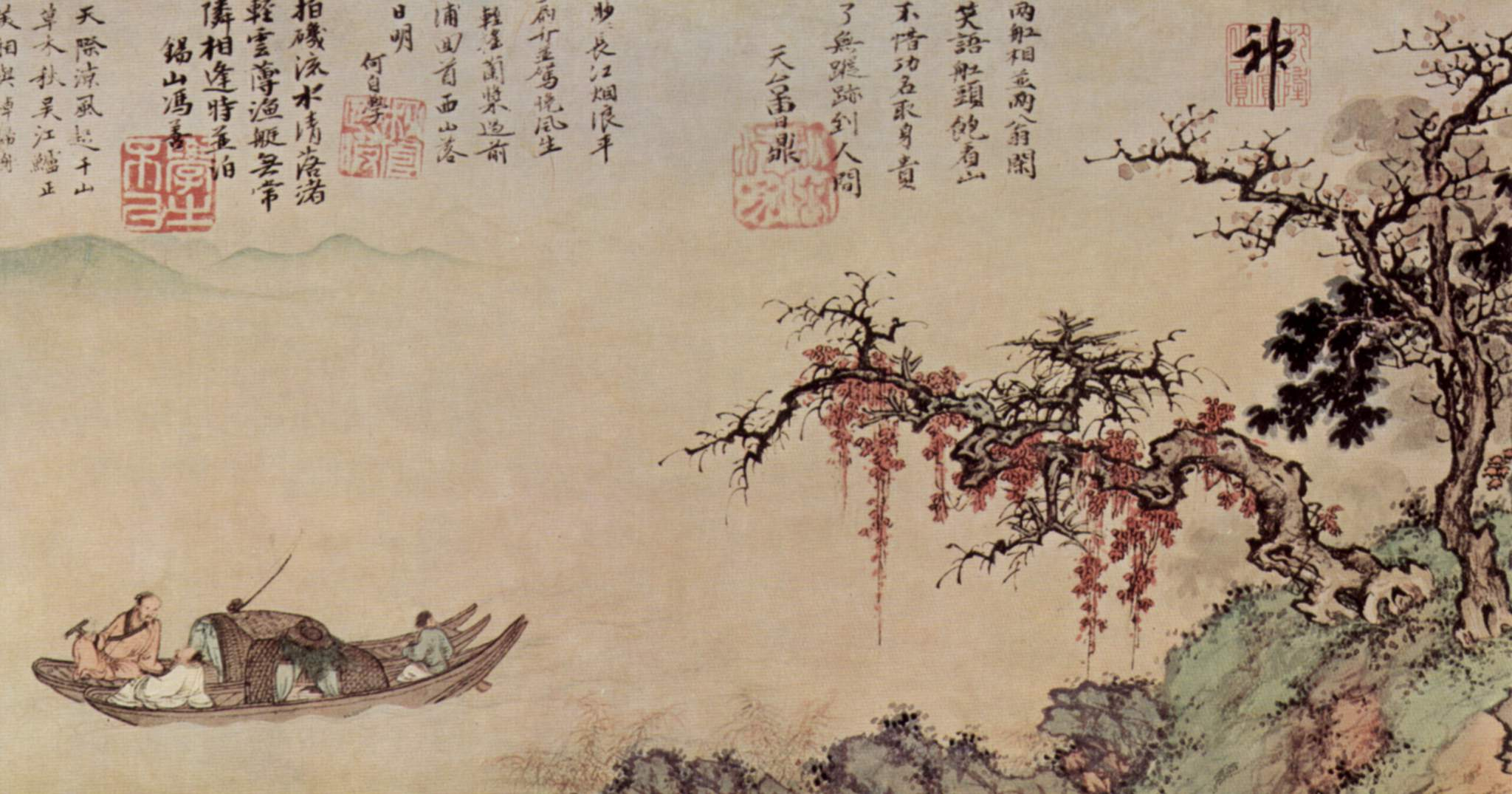
Sheng Mao, Amb vaixell pel riu a la tardor, Museu Nacional del Palau de Taipei

Sheng Mao (xinès: 盛懋; pinyin: Shèng Mào) també conegut com a Zizhao, fou un prolífic pintor xinès que va viure sota la dinastia Yuan. No es coneixen amb exactitud les dates del seu naixement ni de la seva mort. Oriünd de Jiaxing, província de Zhejiang (si bé altres fonts indiquen Lin'an, actualment Hangzhou. El seu pare era pintor. Es va poder guanyar la vida venent les seves obres. La seva activitat artística es va desenvolupar entre els anys 1310 i 1361.
Va ser un pintor paisatgista que també pintava figures humanes. Cèlebre també per les seves obres de flors i ocells. Va aprendre de Chen Lin i Zhao Mengfu. El seu estil, amb bonics colors, és considerat delicat. Entre les seves obres destaquen Esperant el transbordador a la vora d'un riu a la tardor i Vil·la a les muntanyes (que duu la signatura falsificada però es considera una pintura Sheng. Es troben obres seves a: Freer Gallery of Art de Washington DC, Museu Nacional de Kioto, Museu Nacional del Palau de Taipei, Museu del Palau de Pequín, Nelson Gallery of Art de Kansas i Museu de Xangai.